# سلسلة ديل إنسبيرون ميني
سلسلة ديل إنسبيرون ميني عبارة عن مجموعة من أجهزة الكمبيوتر الدفتري / نتبووك التي صممتها ديل. تم تقديم السلسلة في سبتمبر 2008 وسط تزايد شعبية أجهزة الكمبيوتر المحمولة ذات التكلفة المنخفضة التي قدمها المنافسون.

## 9 سلسلة
أعلن عن ديل انسبايرون ميني 9 (وتسمى أيضا انسبايرون 910)، في 4 سبتمبر 2008، وذلك نتبووك مجموعة ليتعامل مع التكلفة المنخفضة للأخرى فائقة المنقولات مثل حواسيب ASUS Eee وأيسر أسباير 1. تم بيع Mini 9 أيضًا باسم Dell Vostro A90 بواسطة وحدة الأعمال الصغيرة من ديل.
بدأ ميني 9 الشحن في 16 سبتمبر 2008، بدءًا من 349 دولارًا أمريكيًا. تم تصميمه بواسطة Compal Electronics، مما يجعل أيضًا MSI Wind Netbook وHP Mini-Note 2133.
إنه أول نتبووك من ديل. تم سحبه في 29 مايو 2009.